# Andrena lagopus
Andrena lagopus је врста пчеле копачице која припада породици Andrenidae. Ово је једина врста која припада подроду Biareolina. Остале врсте, које су припадале овом палеарктичком роду, се сврставају у подродове Scrapteropsis и Trachandrena.

## Порекло
Biareolina је вероватно настала од претка Scrapteropsis који је прешао у палеарктички регион раније него предак Andrena haemorrhoa (Fabricius, 1781), палеарктичка Trachandrena. Ова двострука миграција је слична оној која се претпоставља у расправи о пореклу Gonandrene, Cnemidandrene и Geisandrene. 

## Опис
Ову врсту карактерише две субмаргиналне ћелије. Женке представљају гнездеће пчеле величине од 9-10 mm са браон длаком и краком жућкасте боје. Средњи део проподеума је крупно наборан и са стране јасно изражен. На абдомену се налазе не тако густе, испрекидане траке длака. Тергити су густо избушени тако да је простор између рупица веома узак на површини тергита 2.
Јожеф Вахал сугерише да је метаторакс код женки подрода Biareolina сличан роду Trachandrena, као и да шести трбушни сегмент мужјака има бочне избочене тачке као Parandrena. Међутим, A. lagopus има одређене специјализоване карактеристике као што су изузетно уске фацијалне фовее као и апиколатерално назубљена грудна кост код мужјака, што наводи научнике да, подрод  Biareolina, треба да остане као монотипски подрод.

## Станиште
На основу истраживања која су спроведена у југозападној Немачкој у периоду 1994-1996, ова врста настањује подручја испод 500 m надморске висине. Та подручја су ливаде, рудерални локалитети, поља репице и баште у којима се налазе једино када су у потрази за храном. Сезона летења им је од почетка априла до средине јуна.

## Екологија
Сакупљање полена им је специјализовано за породицу Brassicaceae  (Sinapis arvensis, Sinapis alba, Lunaria annua, Brassica napus, Barbarea vulgaris  и Cardamine pratensis) и представљају униволтинску врсту.